# گئورگ فابریسیوس
گئورگ فابریسیوس (به آلمانی: Georg Fabricius) (زاده ۲۳ آوریل ۱۵۱۶- درگذشته ۱۷ ژوئیه ۱۵۷۱) شاعر، مورخ و باستان‌شناس آلمانی بود.